# Гусенец
Гусенец  — деревня в Торжокском районе Тверской области. Входит в состав Мошковского сельского поселения.

## География
Находится в центральной части Тверской области на расстоянии приблизительно 22 км на юг по прямой от районного центра города Торжок.

## История
Деревня была отмечена ещё на карте Менде (состояние местности на 1848 год). В 1859 году здесь (деревня Новоторжского уезда Тверской губернии) было учтено 14 дворов, в 1941 — 43.

## Население
Численность населения: 135 человек (1859 год), 25 (русские 96 %) в 2002 году, 37 в 2010.